# 伊藤善佐
伊藤 善佐（いとう よしすけ、1933年〔昭和8年〕9月26日 - ）は、日本の政治家。福岡県太宰府市長（2期）、太宰府市議会議長などを歴任した。

## 経歴
福岡県筑紫郡水城村（太宰府町を経て、現太宰府市水城）出身。福岡県立福岡農業高等学校併設中学校卒業。
1975年（昭和50年）太宰府町議会議員に当選。1982年（昭和57年）市制施行により太宰府市議会議員となり、1983年（昭和58年）再選。この間同議長を務める。
1987年（昭和62年）太宰府市長に当選。2期務め、1995年（平成7年）引退した。
2023年（令和5年）春の叙勲で旭日小綬章を受章した。